# Bukayo Saka
Bukayo Saka (Londres, 5 de septiembre de 2001) es un futbolista británico que juega de extremo derecho en el Arsenal F. C. de la Premier League de Inglaterra.

## Trayectoria
De ascendencia nigeriana, empezó a formarse desde muy pequeño en equipos como el Greenford Celtic FC o el Watford FC. En 2008, con siete años, se marchó a la disciplina del Arsenal F. C. Finalmente, diez años después, en 2018, ascendió al primer equipo, haciendo su debut el 29 de noviembre en un encuentro de la Liga Europa de la UEFA contra el FC Vorskla Poltava. Su debut en la Premier League se realizó el 1 de enero de 2019 en un partido contra el Fulham F. C. tras sustituir a Alex Iwobi en el minuto 83. Fue el primer jugador del siglo XXI en jugar en la competición y en usar el número más alto, el 87, hasta ese momento.

## Selección nacional
Es internacional absoluto con la selección de fútbol de Inglaterra desde 2020, debutando el 7 de octubre en un amistoso ante Gales en el que vencieron por 3-0.
El 2 de junio de 2021, el día después de haber sido convocado para la Eurocopa 2020, marcó su primer gol con la selección en un amistoso ante Austria en el que el suyo fue el único tanto del encuentro. En el torneo continental Inglaterra llegó a la final, que la perdió en la tanda de penaltis después de que su lanzamiento fuera detenido por Gianluigi Donnarumma, dándole así el título a Italia.

### Participaciones en Copas del Mundo
| Torneo            | Sede  | Resultado        | Partidos | Goles |
| ----------------- | ----- | ---------------- | -------- | ----- |
| Copa Mundial 2022 | Catar | Cuartos de final | 4        | 3     |

### Participaciones en Eurocopas
| Torneo        | Sede     | Resultado  | Partidos | Goles |
| ------------- | -------- | ---------- | -------- | ----- |
| Eurocopa 2020 | Europa   | Subcampeón | 4        | 0     |
| Eurocopa 2024 | Alemania | Subcampeón | 7        | 1     |

### Goles como internacional
| Goles internacionales con Inglaterra | Goles internacionales con Inglaterra | Goles internacionales con Inglaterra                           | Goles internacionales con Inglaterra | Goles internacionales con Inglaterra | Goles internacionales con Inglaterra | Goles internacionales con Inglaterra |
| #                                    | Fecha                                | Lugar                                                          | Rival                                | Gol                                  | Resultado                            | Competición                          |
| ------------------------------------ | ------------------------------------ | -------------------------------------------------------------- | ------------------------------------ | ------------------------------------ | ------------------------------------ | ------------------------------------ |
| 1.                                   | 2 de junio de 2021                   | Estadio de Riverside, Middlesbrough, Inglaterra                | Austria                              | 1-0                                  | 1-0                                  | Amistoso                             |
| 2.                                   | 5 de septiembre de 2021              | Wembley, Londres, Inglaterra                                   | Andorra                              | 4-0                                  | 4-0                                  | Clasificación Mundial 2022           |
| 3.                                   | 9 de octubre de 2021                 | Estadio Comunal de Andorra la Vieja, Andorra la Vieja, Andorra | Andorra                              | 0-2                                  | 0-5                                  | Clasificación Mundial 2022           |
| 4.                                   | 15 de noviembre de 2021              | Estadio Olímpico de San Marino, Serravalle, San Marino         | San Marino                           | 0-10                                 | 0-10                                 | Clasificación Mundial 2022           |
| 5.                                   | 21 de noviembre de 2022              | Estadio Internacional Jalifa, Doha, Catar                      | Irán                                 | 2-0                                  | 6-2                                  | Mundial 2022                         |
| 6.                                   | 21 de noviembre de 2022              | Estadio Internacional Jalifa, Doha, Catar                      | Irán                                 | 4-0                                  | 6-2                                  | Mundial 2022                         |
| 7.                                   | 4 de diciembre de 2022               | Estadio Al Bayt, Jor, Catar                                    | Senegal                              | 3-0                                  | 3-0                                  | Mundial 2022                         |

## Estadísticas

### Clubes
Actualizado al último partido disputado el 25 de mayo de 2025.
| Club                     | Div.          | Temporada     | Liga  | Liga  | Liga   | Copas nacionales | Copas nacionales | Copas nacionales | Copas internacionales | Copas internacionales | Copas internacionales | Total | Total | Total  |
| Club                     | Div.          | Temporada     | Part. | Goles | Asist. | Part.            | Goles            | Asist.           | Part.                 | Goles                 | Asist.                | Part. | Goles | Asist. |
| ------------------------ | ------------- | ------------- | ----- | ----- | ------ | ---------------- | ---------------- | ---------------- | --------------------- | --------------------- | --------------------- | ----- | ----- | ------ |
| Arsenal F. C. Inglaterra | 1.ª           | 2018-19       | 1     | 0     | 0      | 1                | 0                | 0                | 2                     | 0                     | 0                     | 4     | 0     | 0      |
| Arsenal F. C. Inglaterra | 1.ª           | 2019-20       | 26    | 1     | 5      | 6                | 1                | 2                | 6                     | 2                     | 4                     | 38    | 4     | 11     |
| Arsenal F. C. Inglaterra | 1.ª           | 2020-21       | 32    | 5     | 3      | 5                | 0                | 1                | 9                     | 2                     | 3                     | 46    | 7     | 7      |
| Arsenal F. C. Inglaterra | 1.ª           | 2021-22       | 38    | 11    | 7      | 5                | 1                | 0                | ―                     | ―                     | ―                     | 43    | 12    | 7      |
| Arsenal F. C. Inglaterra | 1.ª           | 2022-23       | 38    | 14    | 11     | 2                | 0                | 0                | 8                     | 1                     | 0                     | 48    | 15    | 11     |
| Arsenal F. C. Inglaterra | 1.ª           | 2023-24       | 35    | 16    | 9      | 3                | 0                | 1                | 9                     | 4                     | 4                     | 47    | 20    | 14     |
| Arsenal F. C. Inglaterra | 1.ª           | 2024-25       | 25    | 6     | 10     | 3                | 0                | 1                | 9                     | 6                     | 2                     | 37    | 12    | 13     |
| Arsenal F. C. Inglaterra | Total club    | Total club    | 195   | 53    | 45     | 25               | 2                | 5                | 43                    | 15                    | 13                    | 263   | 70    | 63     |
| Total carrera            | Total carrera | Total carrera | 195   | 53    | 45     | 25               | 2                | 5                | 43                    | 15                    | 13                    | 263   | 70    | 63     |

## Palmarés

### Títulos nacionales
| Título           | Club          | País       | Año  |
| ---------------- | ------------- | ---------- | ---- |
| FA Cup           | Arsenal F. C. | Inglaterra | 2020 |
| Community Shield | Arsenal F. C. | Inglaterra | 2020 |
| Community Shield | Arsenal F. C. | Inglaterra | 2023 |

### Distinciones individuales
| Distinción                                                      | Año  |
| --------------------------------------------------------------- | ---- |
| Parte de los 100 mejores jugadores del mundo según The Guardian | 2022 |
| Jugador del Partido de la MLS Game-All Stars                    | 2023 |